# St-Evy (Saint-Jean-Trolimon)

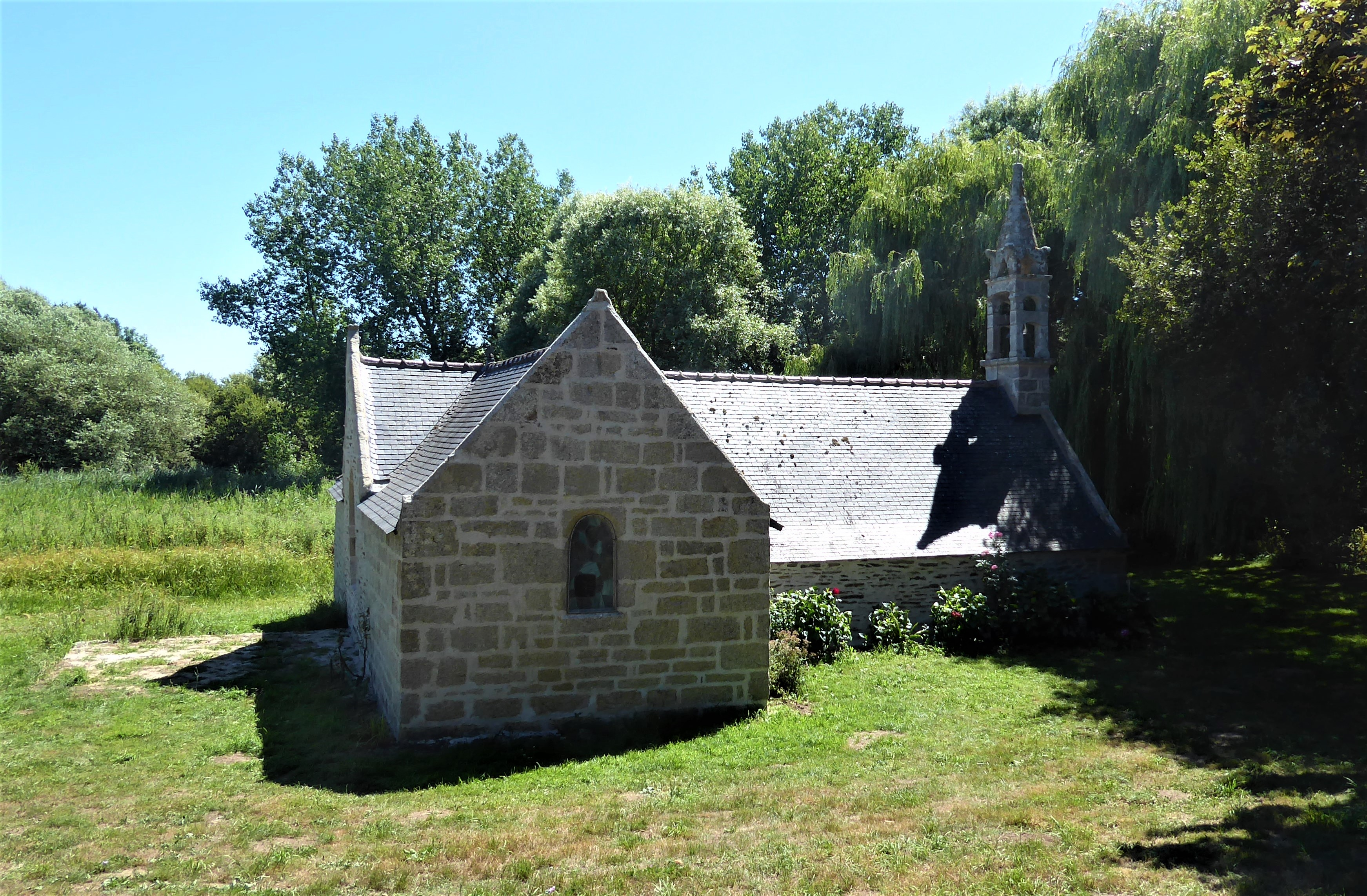
Kapelle St-Evy

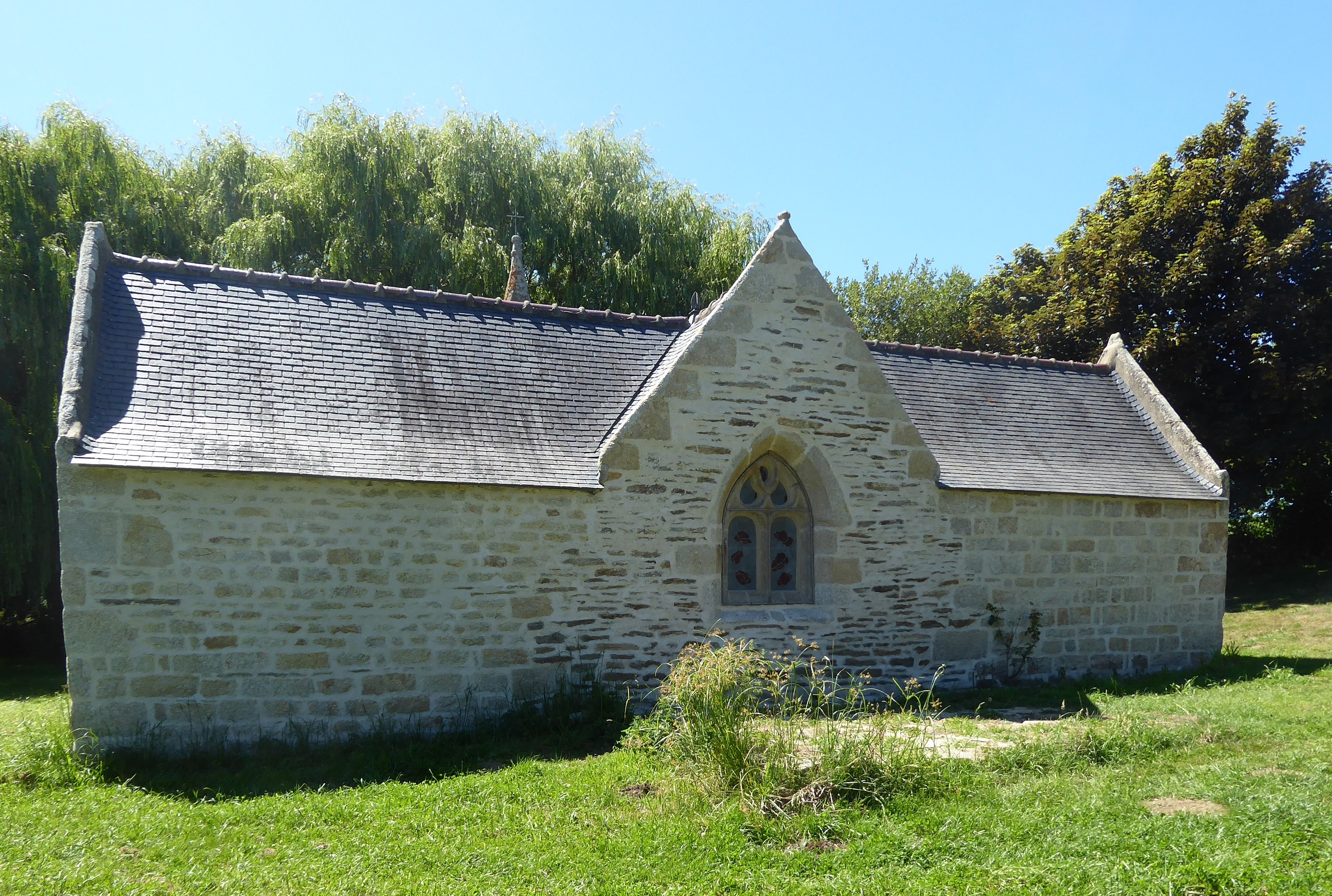
Blick von Osten auf Chor und Kreuzarme

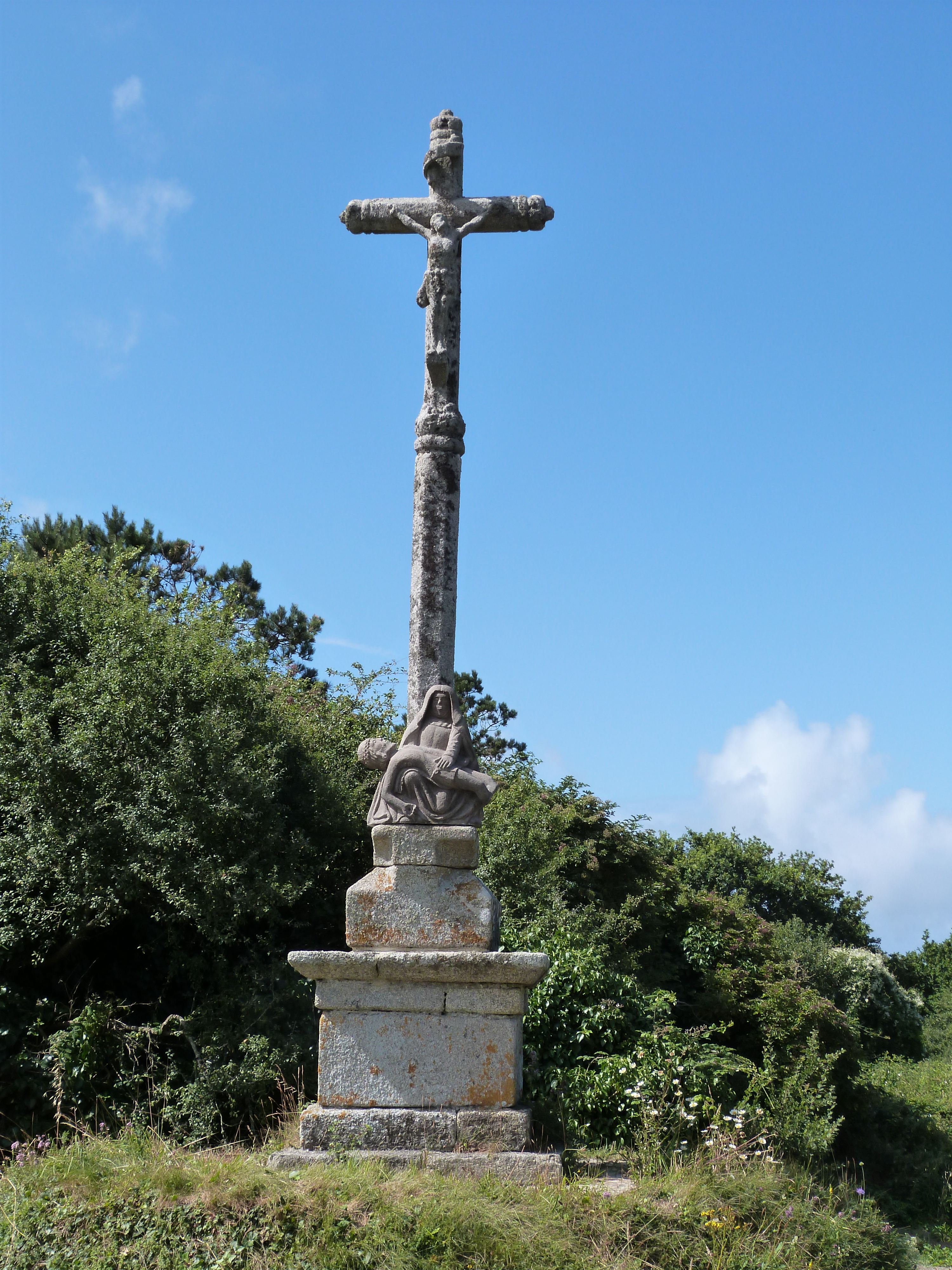
Kalvarienberg

St-Evy ist eine römisch-katholische Kapelle in Saint-Jean-Trolimon (Département Finistère). Die Kapelle befindet sich in einer Exklave des Gemeindegebietes von Saint-Jean-Trolimon.

## Geschichte
Bei dem Namen des Schutzpatrons der Kapelle, des heiligen Evy, handelt es sich um die lokale Abschleifung des Namens. Die Kapelle ist entweder dem heiligen David von Menevia oder dem bretonischen Lokalheiligen They geweiht.
Das Gotteshaus geht wahrscheinlich auf eine ältere Einsiedelei zurück. Das heutige Bauwerk entspricht den spätgotischen Kapellen der Region und erhielt seine Form im 17. Jahrhundert auf dem Grundriss eines Taukreuzes. Eingelassen im Nordflügel findet sich die Jahreszahl 1660.
Seit dem Jahr 2000 wurde die Kapelle restauriert und mit neuen Buntglasfenstern versehen, die Motive der umgebenden Natur aufnehmen. Im Winkel von Langhaus und südlichem Kreuzarm findet sich ein Brunnen. Neben der Kapelle steht ein Kalvarienberg aus dem 16. Jahrhundert. Die zugehörige Pietà ist eine Replik, das Original wurde in der Kapelle Notre-Dame de Tronoën aufgestellt.

## Ausstattung
In der Kapelle sind als Monument historique eingestuft:
- Statue des heiligen Evy, Holz geschnitzt, farbig gefasst, 16. Jahrhundert[2]
- Statue des heiligen Fiacre, Kalkstein, farbig gefasst, 16. Jahrhundert[3]
- Christus am Kreuz,  Holz geschnitzt, farbig gefasst, 16. Jahrhundert[4]
- Statue des heiligen Cado, Holz geschnitzt, farbig gefasst, 16. Jahrhundert[5]